# جودت جانير
جودت جانير (بالألمانية: Cevdet Caner)‏ هو رائد أعمال نمساوي، ولد في 29 يوليو 1973 في سانت بولتن في النمسا.